# Устойчивое искусство

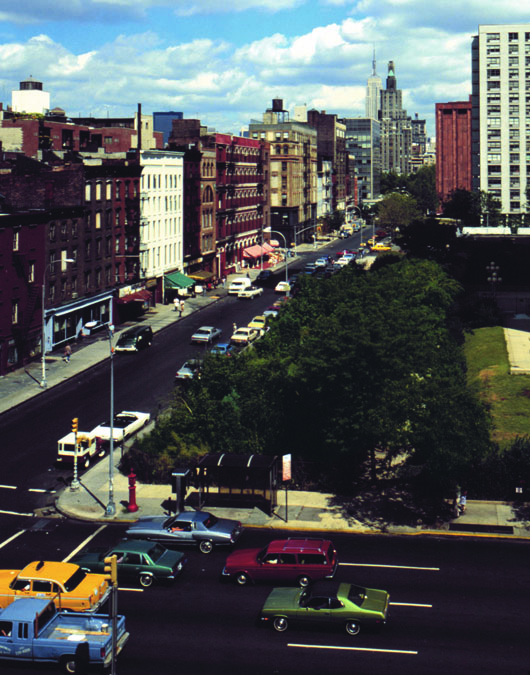
Фотография арт-ленд работы Time Landscape художника Алана Сонфиста

Устойчивое искусство — направление современного искусства, очень близкое к экологическому искусству, но отличающееся подходом к созданию работ, ставя главной своей задачей следование принципам устойчивости, которые включают экологию, социальную справедливость и ненасилие .
Устойчивое искусство можно охарактеризовать как искусство, которое создаётся с учётом его воздействия на природу, общество, экономику, историю и культуру.

## История
По словам историков современного искусства и кураторов музеев Майи и Рубена Фоукс, истоки устойчивого искусства восходят к концептуальному искусству конца 1960-х и начала 1970-х годов с упором на дематериализацию и постановки под сомнение функционирования существовавшей художественной системы. Майя и Рубен Фоукс указывают на появление понятия устойчивости в конце холодной войны, в 1989 году, с появлением понимания глобального характера экологических и социальных проблем человечества . По мнению этих авторов, устойчивое искусство занимает критическую позицию в отношении некоторых ключевых практиков ленд-арта, которые мало интересовались экологическими последствиями своей работы, рассматривая пейзаж как гигантский холст с бульдозером в качестве кисти . Они оспаривали противоречивое разделение между «автономным» искусством и «инструментальным» искусством, порождённым модернизмом, полагая, что «автономия, которая даёт искусству, а также художникам как социальным актёрам, возможность быть свободными и предлагать альтернативы доминирующим идеологическим парадигмам».
С 2005 года в Илинворте недалеко от Гамбурга, Германия, проходит биеннале устойчивых искусств. Куратор проекта — концептуальный художник и куратор музея Сэмюэль Флейнер.
Существует ряд интерпретаций взаимосвязи между искусством и устойчивостью, наряду с термином «устойчивое искусство», продвигаемым Майей и Рубеном Фауксом, так некоторые авторы предпочитают более широкие понятия «искусство устойчивости» или «искусство и устойчивость» (например, Каган и Кирхберг) другие явно отвергли использование термина «устойчивое искусство», ссылаясь вместо этого на «художественное произведение, которое заставляет нас думать об устойчивом развитии» (Марго Кесманн).
Профессиональные дебаты о связи современного искусства с устойчивостью начались в Европе в начале 2000-х годов, например, с конференции Немецкого общества культурной политики (Instituts für Kulturpolitik der Kulturpolitischen Gesellschaft eV), в январе 2002 года в Берлинской академии художеств и в «Манифестах Тутцингера» . Международный симпозиум по устойчивому развитию и современному искусству был проведён в Центрально-Европейском университете в Будапеште в марте 2006 года. Это был первый из серии международных симпозиумов, организованных Майей и Рувимом Фауксом, собравших вместе современных художников, философов и активистов в области экологии исследующих такие вопросы, как «Выход или активизм» (2008), «Трудные реалии и новая материальность» (2009) и «Искусство, пост-фордизм и эко- Критика» (2010). В марте-апреле 2007 года в Университете Лейфана в Люнебурге исследовательская сеть Европейской ассоциации социологов по искусству сосредоточила внимание на последних движениях и подходах к «искусству и устойчивому развитию» на своей конференции и биеннале.
Ключевые тексты в развивающейся области устойчивого искусства включают работы "Kultur — Kunst — Nachhaltigkeit " Хильдегарда Курта и Бернарда Вагнера (2002), «Принципы устойчивости в современном искусстве» (2006) Майи и Рувима Фаукса и "Искусство и устойчивое развитие " (2011) Саши Кагана . Коллекция междисциплинарных анализов культуры и искусства в области устойчивого развития, нашли отображение в книге «Устойчивое развитие: новая граница для искусства и культуры» (2008) Саши Кагана и Фолькера Кирьхберга.
Среди выставок данного направления можно выделить: «Beyond Green: Towards a Sustainable Art» в Смарт музее Чикаго, ноябрь 2005 года. Для анализа конфликта идей между понятиями «устойчивого развития» и «устойчивости» (термин, который колеблется между «экологической устойчивостью» и «устойчивым экономическим развитием»), существует книга: "Политика Устойчивости: Искусство и Экология " (2009) Т. Дж. Демоса.